# Andoan
Andoan, grupa plemena i jezika američkih Indijanaca porodice Zaparoan nastanjenih u graničnom području Perua i Ekvadora. Cijela skupina dobiva ime po glavnom plemenu Andoa u sjevernom Peruu. ostale grupe koje se služe srodnim jezicima ili dijalektima su Asaruntoa, Auve, Guallpayo, Guasaga, Iquito ili Ikito, Maracana i Murato (?, vidi) iz Perua i Gae ili Gaye i Semigae iz južnog Ekvadora. 
Stark (1985) kaže da su im jezici nestali pod pritiskom kečuanskog